# Парламентские выборы в Лихтенштейне (1936)
Парламентские выборы в Лихтенштейне проходили 3 (1-й тур) и 16 (2-й тур) февраля 1936 года. В результате правящая Прогрессивная гражданская партия одержала победу, получив 11 из 15 мест Ландтага.

## Результаты
| Партия                              | Партия                              | Голосов | %    | Мест | +/– |
| ----------------------------------- | ----------------------------------- | ------- | ---- | ---- | --- |
|                                     | Прогрессивная гражданская партия    |         |      | 11   | –2  |
|                                     | Патриотический союз                 |         |      | 4    | +2  |
| Всего                               | Всего                               | 2 510   | 100  | 15   | 0   |
| Зарегистрированных избирателей/Явка | Зарегистрированных избирателей/Явка | 2 628   | 95,5 | –    | –   |
| Источник: Nohlen & Stöver           |                                     |         |      |      |     |